# Miss Europe Continental 2016
 (mars 2021).
Si vous disposez d'ouvrages ou d'articles de référence ou si vous connaissez des sites web de qualité traitant du thème abordé ici, merci de compléter l'article en donnant les références utiles à sa vérifiabilité et en les liant à la section « Notes et références ».
Miss Europe Continental 2016, est la 4e élection de Miss Europe Continental, qui a lieu le 19 novembre 2016 au Théâtre Menotti, à Spolète, en Italie. 
La gagnante russe, Anna Semenkova, succède à l'albanaise, Lindita Idrizi, Miss Europe Continental 2015. Elle est la première russe à remporter le titre de Miss Europe Continental.

## Résultats
| Résultat Final               | Candidates |
| ---------------------------- | --- |
| Miss Europe Continental 2016 | - Russie - Anna Semenkova |
| 2e finaliste                 | - Slovaquie - Nikole Kurajska |
| Top 5                        | - Belgique - Camille Roger - Italie - Antonietta Fragasso - Moldavie - Ana Tonofa |
| Top 10                       | - France - Florine Bigot - Luxembourg - Valentine Cesarone - Portugal - Carolina Silva - Roumanie - Michela Motoc - Ukraine - Katerina Tatsiuk |
| Top 20                       | - Belgique - Cécile Deltour - Belgique - Magdalena Fernandez - Italie - Daria Okhrimenko - Italie - Tonia Pasquariello - Finlande - Aleksandra Riihimäki - Malte - Emanuela Quattrocchi - Portugal - Fabiana Costa - Serbie - Marija Arsovic - Serbie - Lara Pejic - Ukraine - Yuliya Poberezka |

## Titres mineurs attribués
| Titre                                    | Nom                             |
| ---------------------------------------- | ------------------------------- |
| Miss Antonello Elisei & Sandro del Frate | Roumanie - Michela Motoc        |
| Miss Legea                               | Portugal - Carolina Silva       |
| Miss Alessandro Cerciello                | Monténégro - Elma Hoth          |
| Miss Maria Milici                        | Belgique - Camille Roger        |
| Miss Ithalab                             | Moldavie - Ana Tonofa           |
| Miss Massimo Fiordiponti                 | Italie - Antonella Fragasso     |
| Miss Bianca Di                           | Belgique - Magdalena Fernandez  |
| Miss Caffe' Centro America               | Slovaquie - Nikoleta Kamenárová |
| Miss Guida Monaci                        | Malte - Emanuela Quattrocchi    |

## Candidates
| Pays représentant  | Candidate            | Domicile             | N° |
| ------------------ | -------------------- | -------------------- | -- |
| Angleterre         | Alesya White         | Aberdeen             | 10 |
| Belgique           | Cécile Deltour       | Dison                | 19 |
| Belgique           | Magdalena Fernandez  | Saint-Ghislain       | 09 |
| Belgique           | Camille Roger        | Quévy                | 05 |
| Finlande           | Erika Helin          | Helsinki             | 04 |
| Finlande           | Aleksandra Riihimäki |                      | 21 |
| France             | Florine Bigot        | Mandelieu-la-Napoule | 03 |
| France             | Maeva Aurore Houbron | Varennes-Vauzelles   | 16 |
| Italie             | Antonietta Fragasso  | Foggia               | 20 |
| Italie             | Benedetta Gennenzi   | Spoleto              | 14 |
| Italie             | Daria Okhrimenko     | Orta Nova            | 27 |
| Italie             | Tonia Pasquariello   | Potenza              | 06 |
| Luxembourg         | Valentine Cesarone   | Mons                 | 12 |
| Malte              | Emanuela Quattrocchi |                      | 15 |
| Malte              | Maxine Scerri        | Mosta                | 08 |
| Moldavie           | Ana Tonofa           | Dubaï                | 01 |
| Monténégro         | Elma Hot             | Bar                  | 07 |
| Portugal           | Fabiana Costa        | Monção               | 18 |
| Portugal           | Marta Jesus          | Castelo Branco       | 26 |
| Portugal           | Carolina Silva       | Açores               | 11 |
| République tchèque | Hana Sedajova        | Rohozná              | 13 |
| Roumanie           | Michela Motoc        | Oradea               | 29 |
| Russie             | Anna Semenkova       | Kiev                 | 22 |
| Serbie             | Marija Arsovic       |                      | 28 |
| Serbie             | Lara Pejic           | Ulcinj               | 24 |
| Slovaquie          | Nikola Kamenárová    | Žilina               | 02 |
| Slovaquie          | Nicole Kurajská      | Žilina               | 23 |
| Ukraine            | Anna Bihas           | Naples               | 25 |
| Ukraine            | Yuliya Poberezka     | Jmerynka             | 17 |
| Ukraine            | Katerina Tatsiuk     | Dubaï                | 30 |

## Jury
- Camilla Ferranti : Actrice
- Maria Monsè : Actrice et animatrice de télévision
- Hamarz Vasfi : Acteur
- Antonio Zequila : Acteur et animateur de télévision

## Observations

### Représentation des candidates aux concours de beauté internationaux
| Concours de beauté international | Année | Pays/Territoire | Candidate           | Classement                        | Lieu du couronnement   |
| -------------------------------- | ----- | --------------- | ------------------- | --------------------------------- | ---------------------- |
| Miss Intercontinental            | 2015  | Malte           | Maxine Scerri       | Non classée                       | Magdeburg, Allemagne   |
| Miss Supranational               | 2017  | Finlande        | Erika Miranda Helin | Non classée                       | Krynica-Zdrój, Pologne |
| Miss Grand International         | 2018  | Finlande        | Erika Miranda Helin | Non classée                       | Rangoon, Birmanie      |
| Miss Black World                 | 2019  | Belgique        | Cécile Deltour      | Election prévue en septembre 2019 | New York, États-Unis   |